# АЭС Тианж
АЭС Тианж — самая мощная АЭС в Бельгии (вторая — АЭС Дул). Расположена на правом берегу реки Маас, в бельгийском округе Тианж, относится к муниципатиту Юи валлонской провинции Льеж. Основным держателем акций станции является бельгийская компания Electrabel.

## Реакторы
На станции есть два водо-водяных реактора, общей электрической мощностью 2000 МВт.. Список реакторов (название, электрическая мощность, год ввода в эксплуатацию, производитель):
- Тианж-1: 962 МВт (1975, ACLF (ACECOWEN-Creusot-Loire-Framatome))
- Тианж-3: 1038 МВт (1985), ACECOWEN (ACEC (фр.)-Cockerill-Westinghouse))[2]

Проектный срок эксплуатации реакторов — 30 лет. В 2003 году был принят закон, согласно которому страна должна была полностью отключить все свои АЭС к 2015 году. В дальнейшем в закон были внесены поправки с продлением срока до 2025 года. В марте 2022 года на фоне энергетического кризиса правительство решило продлить эксплуатацию реакторов Дул-4 и Тианж-3 до 2035 года.
В 2014 году в корпусе реактора Тианж-2 обнаружены десятки трещин и тысячи дефектов. В сентябре 2020 года суд в Бельгии после рассмотрения жалоб и исков бельгийцев и граничащих стран разрешил продолжать эксплуатацию. Не смотря на решение суда, оператор Electrabel принял решение о закрытии блока на два года раньше предусмотренного. 18 июля 2022 года правительство просило оператора рассмотреть возможность продлить эксплуатацию блока, но получило отказ из-за «технической и ядерной безопасности».

## Происшествия
- В 1993 и 2001 на станции были пожары уровня опасности INES-0.[7]
- В 2002 произошёл инцидент уровня INES-2[7].
- В 2005 произошёл инцидент уровня INES-2[7].
- 3 сентября 2008 был выявлен сбой вентилятора, классифицированный по уровню опасности INES-1[8].
- С 2006 года была утечка от 0,5 до 2 литров слабоактивной воды из деактивационной ванны[9]. На 11 июля 2012 года утечка всё ещё была, но радиоактивные изотопы не выходили за пределы станции[10].
- 1 сентября 2012 года на реакторе Тианж-2 выявлена 30-сантиметровая эрозия во внешней обшивке, не представлявшая опасности, так как реактор был заглушён для обслуживания[11].
- 23 февраля 2015 года голландские газеты сообщили о тысячах трещин глубиной до 6 сантиметров со ссылкой на Federaal Agentschap voor Nucleaire Controle (FANC)[12].
- В июле 2015 года на реакторе Тианж-3 возникла нештатная ситуация в ходе тестирования. Инцидент был классифицирован INES-1. В коммюнике Бельгийского федерального агентства по ядерной безопасности (AFCN) указывалось, что «за последние шесть недель произошло несколько подобных инцидентов». В результате проведённой проверки обнаружилось, что персонал не принял регламентированных мер после обнаружения нештатной ситуации. В связи с этим AFCN временно отстранило четырёх работников АЭС и направило заявление в прокуратуру.[13]
- 13 августа 2015 года при проведении профилактических работ произошла автоматическая неплановая остановка реактора Тианж-3, инцидент не представляет опасности для окружающей среды[13].

## Энергоблоки
| Энергоблок | Тип реакторов | Мощность | Мощность | Начало строительства | Подключение к сети | Ввод в эксплуатацию | Закрытие   |
| Энергоблок | Тип реакторов | Чистая   | Брутто   | Начало строительства | Подключение к сети | Ввод в эксплуатацию | Закрытие   |
| ---------- | ------------- | -------- | -------- | -------------------- | ------------------ | ------------------- | ---------- |
| Тианж-1    | PWR F 3-loop  | 962 МВт  | 1009 МВт | 01.06.1970           | 07.03.1975         | 01.10.1975          | 2025       |
| Тианж-2    | PWR W 3-loop  | 1008 МВт | 1055 МВт | 01.04.1976           | 13.10.1982         | 01.06.1983          | 31.01.2023 |
| Тианж-3    | PWR W 3-loop  | 1038 МВт | 1089 МВт | 01.11.1978           | 15.06.1985         | 01.09.1985          | 2035       |

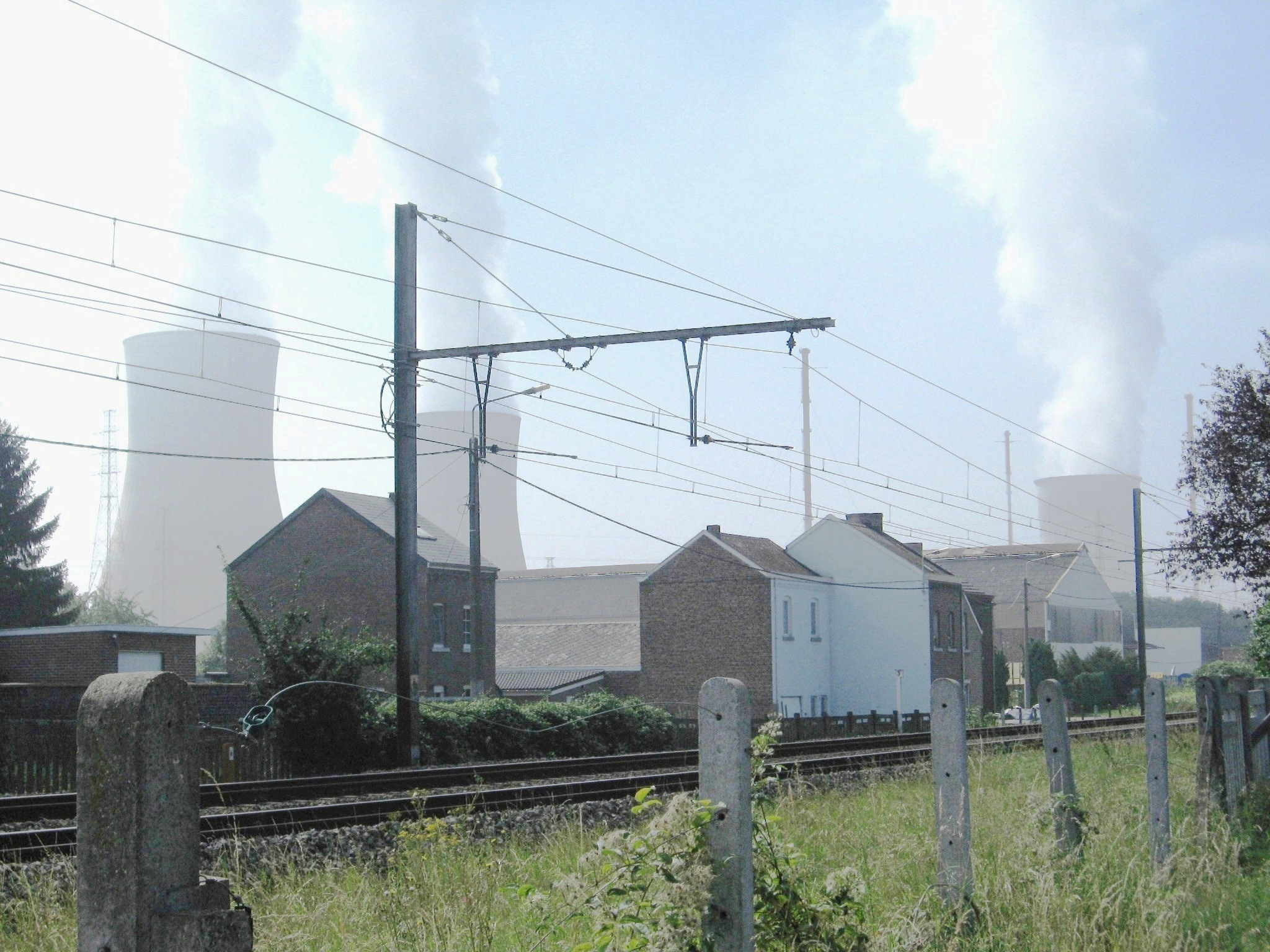
Вид на АЭС со станции Ампсин
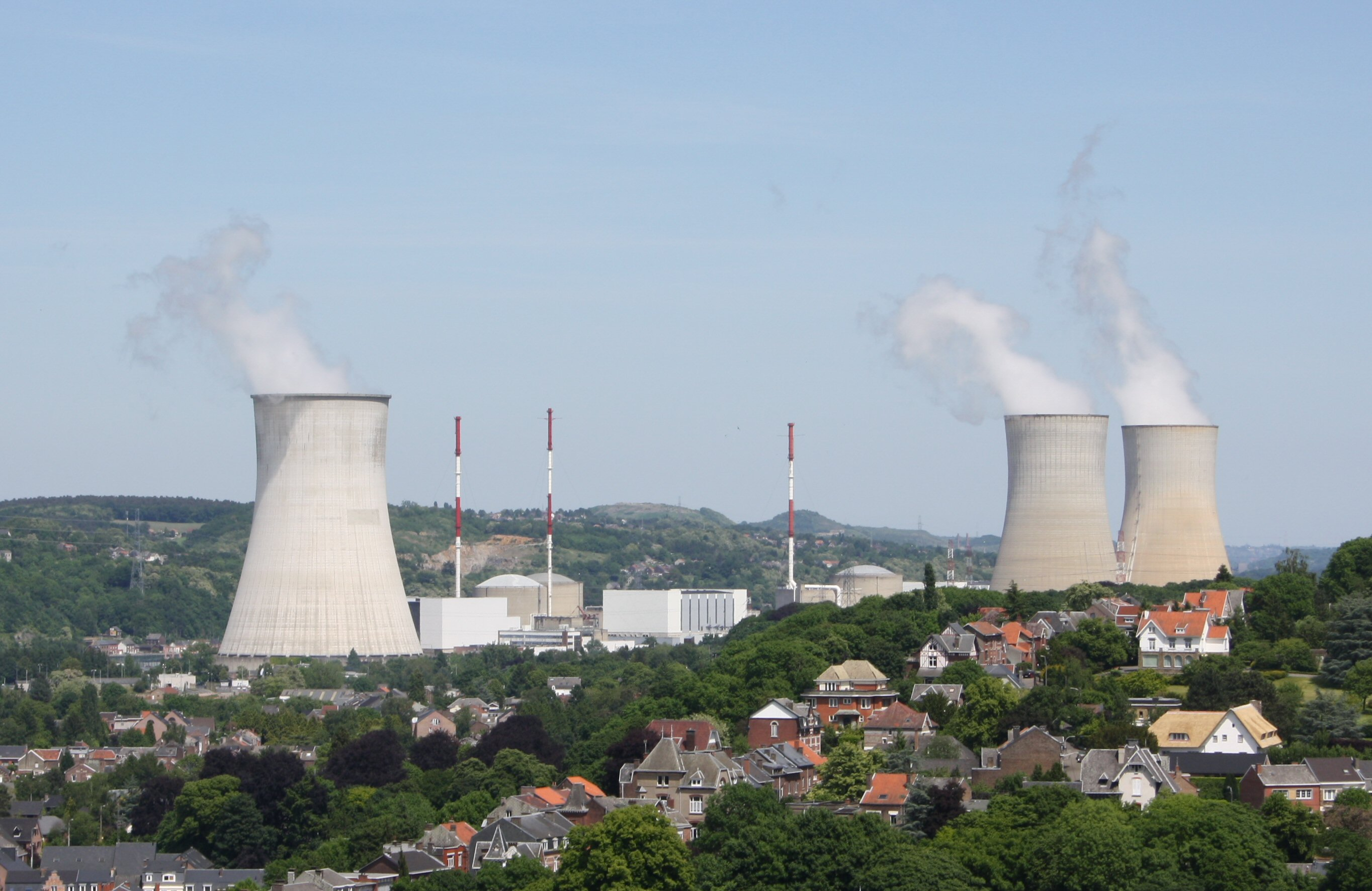
Вид на АЭС с крепости Юи